# Stolístek klasnatý
Stolístek klasnatý (Myriophyllum spicatum) je vodní rostlina rostoucí ve stojatých i pomalu tekoucích vodách, která dokáže za příhodných podmínek kolonizovat téměř celou vodní plochu. Propletenými lodyhami vytváří husté, vícepatrové rohože, které zastiňují ostatní rostliny a snižují množství kyslíku ve vodě.

## Výskyt
Rozšíření tohoto druhu je, vyjma polárních a pouštních oblastí, téměř celosvětové. Pochází z Euroasie a severní Afriky, na ostatní území (např. do Ameriky nebo Pacifiku) se rozšířil druhotně. Je velmi přizpůsobivý teplotním podmínkám, úspěšně roste jak v zamrzajících jezerech, tak i v přehřátých mělkých vodách v tropech, daří se mu i v brakické vodě. Obvykle se vyskytuje od planárního do submontánního stupně, v Asii byl pozorován i v nadmořské výšce okolo 4000 m.
V České republice roste od nížin až do podhůří (cca 600 m n. m.) roztroušeně až hojně. Nejlépe mu vyhovují líně tekoucí a nevysychající stojaté vody s bahnitým nebo písečným dnem. Vyskytuje se především v rybnících, slepých ramenech řek, zatopených lomech a pískovnách, ve vodních kanálech a v pomalých údolních částech řek bohatých na živiny.
Nejlépe prospívá ve vodě s hloubkou 0,2 až 3 m; tehdy rostlina spolehlivě doroste k hladině, kde po silném rozvětvení lodyhy vytvoří velkou listovou plochu k jímání slunečního svitu. Pokud koření v hloubkách okolo 5 a více metrů, nedoroste jeho lodyha mnohdy k vodní hladině a vytváří na pohled neduživé submersní rostliny trpící nedostatkem světla.

## Popis
Vytrvalá vodní rostlina s 3 až 4 mm silnou lysou lodyhou dlouhou 0,2 až 3 m, v tropických oblastech až 6 m, která se po celé délce rozvětvuje. Křehká lodyha s kolaterálními cévními svazky vyrůstá z plazivého, článkovaného, mělce v bahně kořenícího oddenku a je porostlá listy sestavenými nejčastěji do čtyřčetných přeslenů a mívá bělavou nebo načervenalou barvu. Ponořené olivově zelené listy, obvykle 1 až 2,5 cm dlouhé, jsou pro dobrý styk s vodou rozděleny do 13 až 38 tuhých, protistojných, nitkovitých segmentů o délce 1,5 až 2,5 cm a šířce 0,1 až 0,3 mm.
Ze ztlustlých částí lodyh splývajících pod hladinou vyrůstají nad hladinu mnohokvěté konečné klasy 5 až 16 cm dlouhé, které se na začátku doby kvetení vztyčují. Čtyřčetné květy rostou v přeslenech po čtyřech z paždí drobných listenů. Spodní listeny jsou zpeřeně dělené nebo zpeřeně rozeklané a mnohdy delší než květy, hořejší převážně celokrajné jsou kratší než květy a širší než delší. V nejspodnějších 3 až 4 přeslenech jsou samičí květy bez kališních lístků a s jen nepatrnými korunními, semeník mají čtyřpouzdrý (v pouzdru je po jednom vajíčku) a na krátkých čnělkách čtyři obvykle zakřivené, chlupaté, narůžovělé nebo nahnědlé blizny dozrávající dříve než se začnou uvolňovat pylová zrna z prašníků samčích květů téhož květenství. V horních přeslenech jsou samčí květy s trojúhelníkovými, brzy opadávajícími kališními lístky a prohnutými červenými korunními lístky a s osmi žlutozelenými krátkými, obdiplostemonickými tyčinkami s prašníky 1 až 1,5 mm dlouhými. Uprostřed klasu bývají květy oboupohlavné. Rostlina rozkvétá obvykle v období od června do září.
Květy jsou nenápadné a drobné, opylovány jsou větrem. Květ je k tomu uzpůsobený, blizny jsou velké, tyčinky snadno pohyblivé a lehounký pyl je lehce rozprášitelný. Po opylení klesne květenství na hladinu a tam zůstává, než dozrají plody. Semeník opyleného květu se přetvoří v suchou, kulovitou, asi 2 až 3 mm velkou peckovici s bradavičkami a čtyřmi rýhami, ta se později poltí na čtyři jednosemenná merikarpia, která klesnou na dno.

## Rozmnožování
Rozmnožuje se semeny nebo kořenícími oddělky svých lodyh. Z jednoho květenství se obvykle vyvine 12 až 40 semen s dlouhou dormancí, nová rostlina z nich ale vyroste jen zřídka. Nejvíce se rozmnožují odlomky svých lodyh, které jsou proudem vody zanášeny na volná místa. Hlavně po odkvětu se z rostlin uvolňují úlomky, které rychle vytvářejí vláskové kořínky; ty po klesnutí na dno zakoření a vytvoří tak základ pro novou rostlinu. Dospělé rostliny se v pozdním létě a na podzim rozpadávají a na dně rozkládají. Fragmenty nových lodyh s kořínky a novými listy obvykle přezimují u dna.

## Význam
V ČR ani v Evropě nejsou, až na výjimky, s rozšířením stolístku klasnatého zásadní problémy. Svou zápornou vlastnost, zastiňování vodní hladiny, obvykle vyvažuje poskytováním vhodného úkrytu pro čerstvě vykulený rybí potěr a pro rozmnožování drobného hmyzu, který je vhodnou potravou pro větší vodní živočichy.
V Severní Americe, kde byl ve volné přírodě objeven až v roce 1940, se zavlečený stolístek klasnatý stal nepříjemnou invazní rostlinou, která v mnoha oblastech zcela pokrývá vodní hladinu. Potlačuje růst původních druhů a zcela pozměňuje vlastností stanoviště tím, že svým rozkladem snižuje hladinu kyslíku obsaženého ve vodě. Znemožňuje také využívat mnohé vodní plochy pro rekreační účely jako plavání, veslování, rybolov apod.

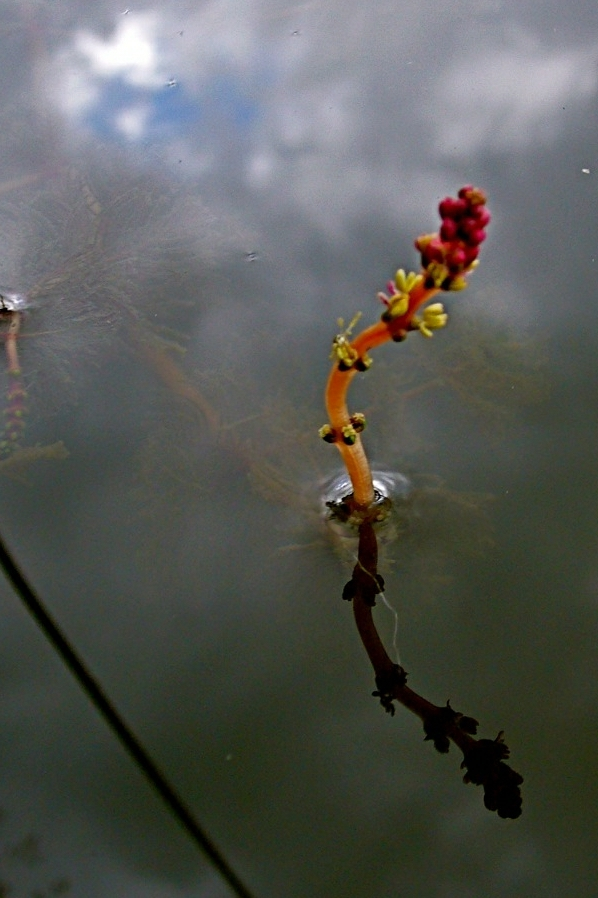
Květenství
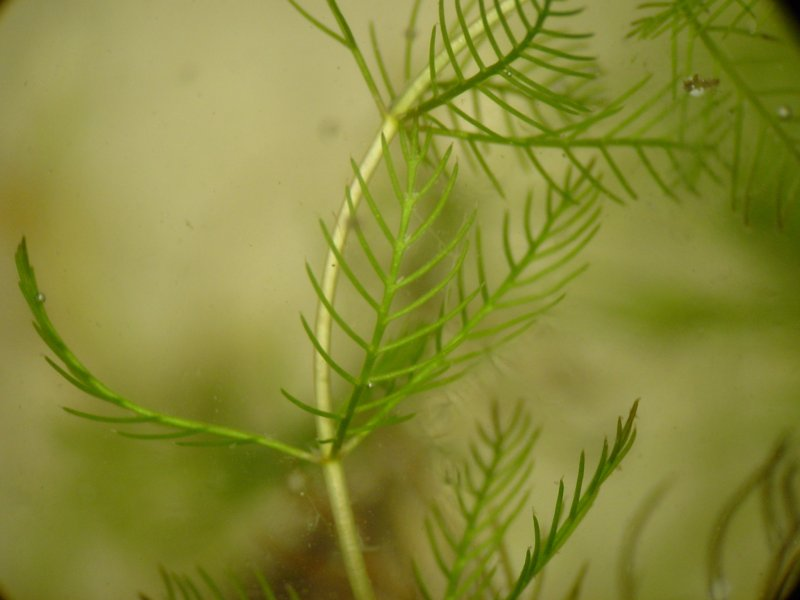
Listy lodyhy
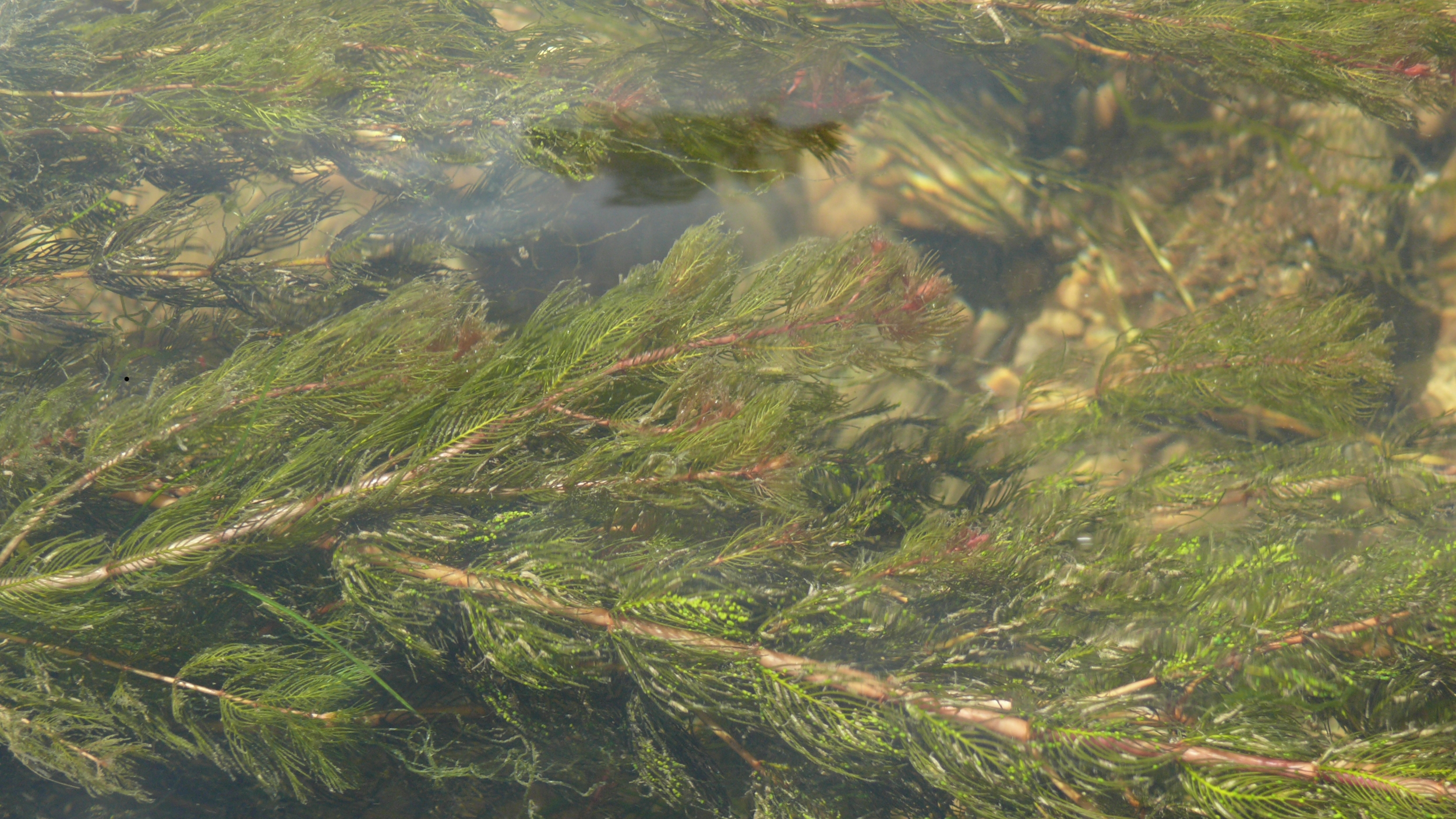
Splývající lodyhy
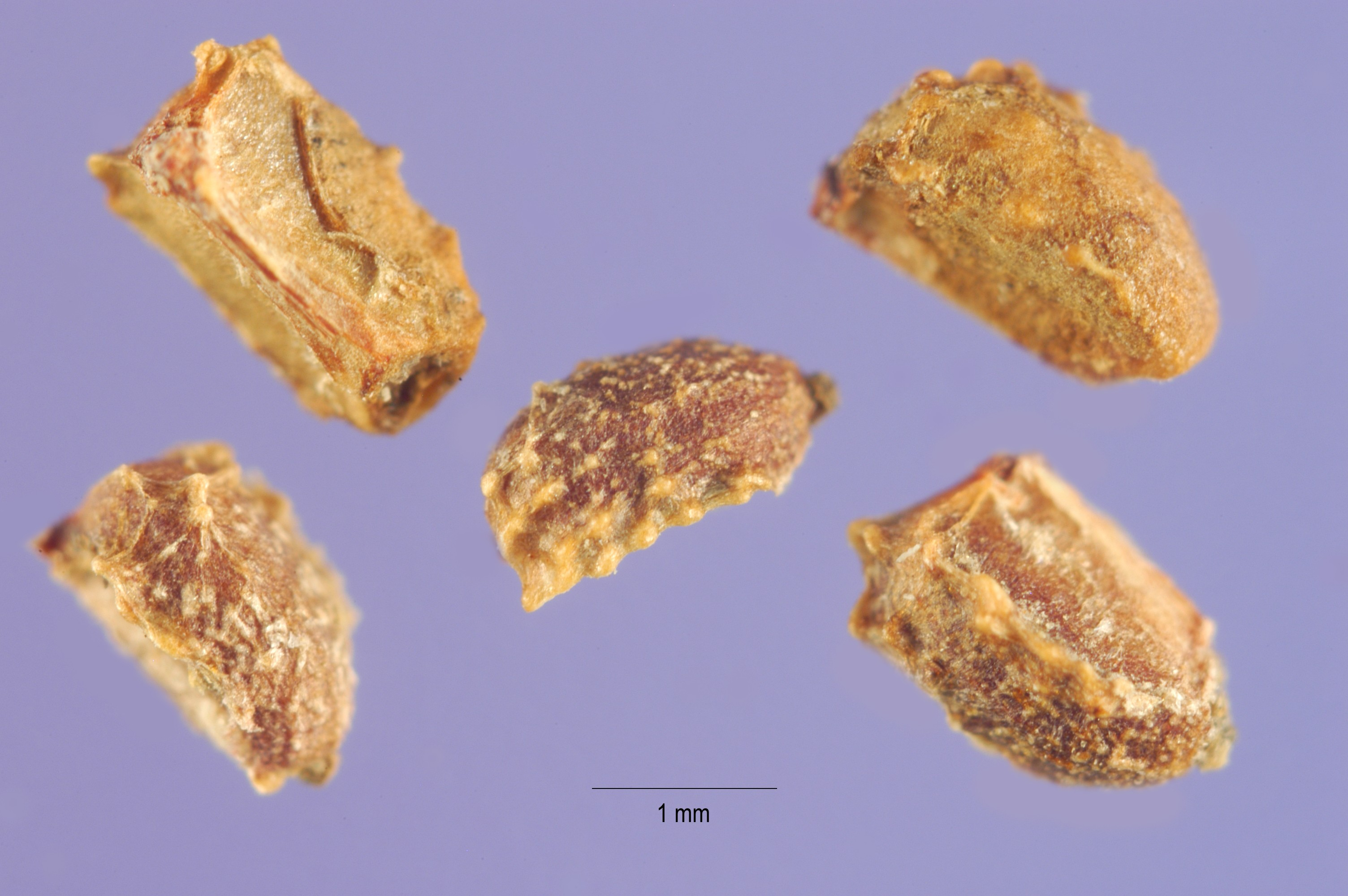
Semena – plůdky